# Piero Sraffa
Piero Sraffa (Torino, 5 agosto 1898 – Cambridge, 3 settembre 1983) è stato un economista italiano.

## Biografia

### Gli anni della formazione
Sraffa nacque a Torino il 5 agosto 1898 da una benestante famiglia ebraica, figlio unico di Angelo Sraffa (1865–1937), docente di diritto commerciale tra i più eminenti del suo tempo, e di Irma Tivoli (1873–1949). A causa dell'attività del padre, il giovane Piero si trovò costretto, già nei suoi primi anni di vita scolastica, a seguirlo nel corso delle sue peregrinazioni accademiche (Università degli Studi di Parma, Università degli Studi di Milano e Università degli Studi di Torino). A Milano studiò al liceo ginnasio Giuseppe Parini e a Torino al Liceo classico Massimo d'Azeglio, dove si diplomò nel 1916, per poi frequentare la facoltà di Giurisprudenza presso l'Università di Torino.

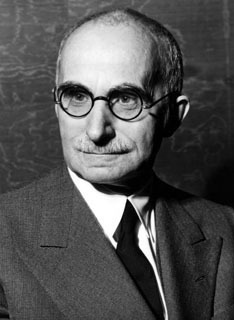
Luigi Einaudi

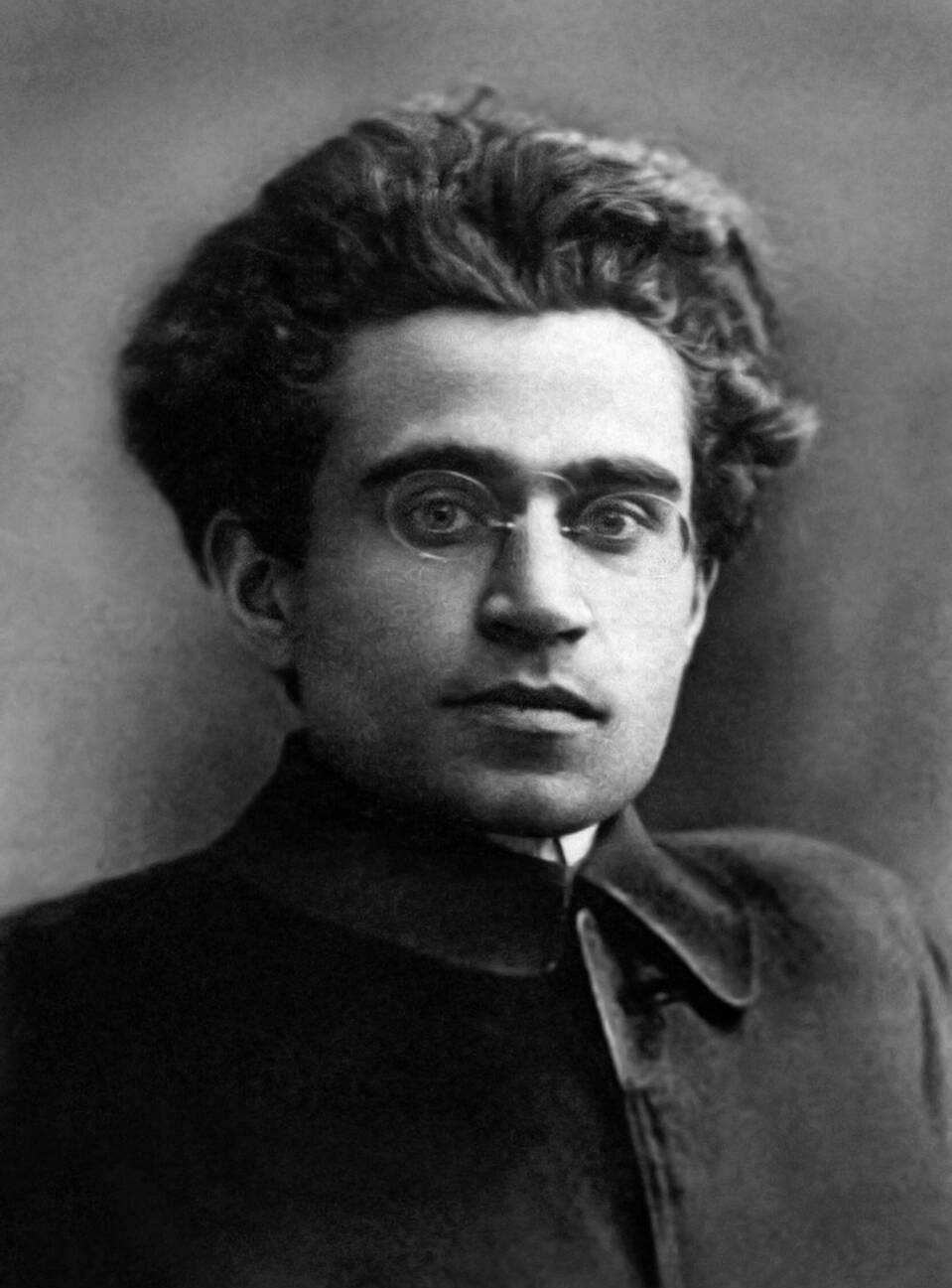
Antonio Gramsci

In realtà, a 18 anni e mezzo, nella primavera del 1917 iniziò il servizio militare come ufficiale del Genio, ma sotto il comando della Prima Armata e quindi in posizioni di retroguardia. Dalla fine della prima guerra mondiale (novembre del 1918) fino a marzo del 1920 fu membro della Reale commissione d'inchiesta sulle violazioni del diritto delle genti commesse dal nemico.
Il periodo militare corrispose quindi di fatto a quello "universitario"; alcuni aneddoti raccontano di esami fatti in grande scioltezza con la divisa da ufficiale. Si laureò, nel novembre del 1920 con una tesi sull'inflazione in Italia nel periodo della Grande Guerra con Luigi Einaudi (futuro Presidente della Repubblica).
Nel 1919, tramite Umberto Cosmo, conobbe Antonio Gramsci e frequentò l'Ordine Nuovo, fondato il 1º maggio da Gramsci stesso con Angelo Tasca, Umberto Terracini e Palmiro Togliatti. Fu questo il primo momento di svolta della sua vita.

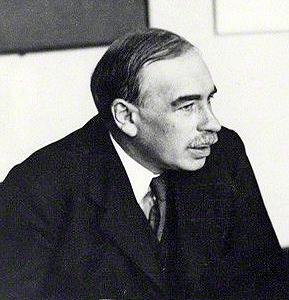
John Maynard Keynes

Tra l'aprile del 1921 ed il giugno del 1922 studiò presso la London School of Economics and Political Science. In questo periodo, a Cambridge, incontrò due volte John Maynard Keynes che lo invitò alla collaborazione. Questa richiesta portò Sraffa a scrivere due articoli sul sistema bancario italiano che furono pubblicati nel 1922. Il primo (The Bank Crisis in Italy) sull'Economic Journal, la rivista inglese di economia politica diretta da Keynes. Il secondo (L'attuale situazione delle banche italiane) fu pubblicato sul supplemento di economia del quotidiano Manchester Guardian (ora The Guardian). Keynes affidò a Sraffa anche la cura dell'edizione italiana del suo A Tract on Monetary Reform. L'incontro con Keynes fu indubbiamente un altro e fondamentale punto di svolta della biografia di Sraffa.

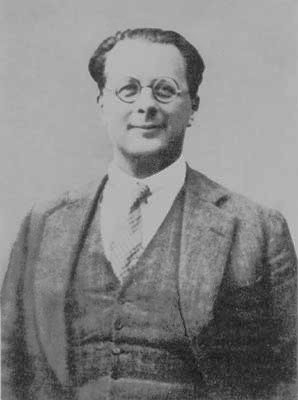
Carlo Rosselli

Al rientro in Italia nel 1922 per qualche mese - dal giugno al 2 dicembre - fu direttore dell'ufficio provinciale del lavoro di Milano, dove frequentò ambienti socialisti e in particolare Carlo Rosselli e Raffaele Mattioli, entrambi all'epoca assistenti di Einaudi. Ma la marcia su Roma, con la conseguente presa di potere da parte di Mussolini, fu un evento destinato ad incidere profondamente sul suo futuro.
Dopo essere stato anche oggetto di un'aggressione squadristica fascista, il padre Angelo ricevette il 20 e il 21 dicembre 1922, due telegrammi assai minacciosi dallo stesso Mussolini che esigeva una pubblica ritrattazione sul contenuto del secondo articolo pubblicato nel Regno Unito durante l'anno. Piero - d'accordo con Keynes - partì per il Regno Unito; a Dover, il 26 gennaio 1923, fu respinto e rispedito a Calais, in Francia; si stabilì a Parigi, dove rimase fino a metà marzo. Questi avvenimenti lo portarono probabilmente alla decisione di dedicarsi alla vita accademica.
Nel novembre del 1923, assunse un incarico come libero docente presso l'Università degli Studi di Perugia, con un corso di Economia politica per il quale adottò i Principi di Marshall, e nel marzo del 1926, vincendo il concorso, divenne ordinario, sempre di Economia politica, a Cagliari.
Nel frattempo, nel maggio del 1924, la sua vecchia conoscenza, Antonio Gramsci, rientrò in Italia. Questi, che si stava avviando a diventare il maggior esponente nel Partito Comunista d'Italia, si trovò bloccato a Mosca - dove si trovava ai lavori dell'Internazionale Comunista - dall'avvento al potere del fascismo. Quindi soggiornò qualche mese a Vienna, dove attese l'esito delle elezioni italiane e, una volta eletto al parlamento, rientrò a Roma. Da questo momento fino al suo arresto (avvenuto l'8 novembre 1926) i rapporti tra i due intellettuali si intensificarono e probabilmente divennero una tappa decisiva della biografia umana e intellettuale di Sraffa. Assieme alla cognata di Gramsci, Tatiana Schucht, Sraffa fu il tramite tra il prigioniero ed il partito, Togliatti in particolare, ruolo sufficientemente chiarito solo di recente (Vacca 2012).

### Le leggi della produttività in regime di concorrenza
Nel dicembre del 1925, Sraffa pubblicò un articolo intitolato Sulle relazioni fra costo e quantità prodotta. Francis Ysidro Edgeworth, che dirigeva con Keynes l'Economic Journal e che lo lesse in italiano, gli chiese un articolo sullo stesso argomento, che venne pubblicato nel dicembre del 1926 col titolo The Laws of Returns under Competitive Conditions. Questo secondo articolo - pubblicato nel Regno Unito - ebbe ovviamente una maggiore risonanza e avviò un importante dibattito sulla teoria dei costi e dei prezzi in condizioni di concorrenza, aprendo una nuova stagione della teoria dell'impresa.

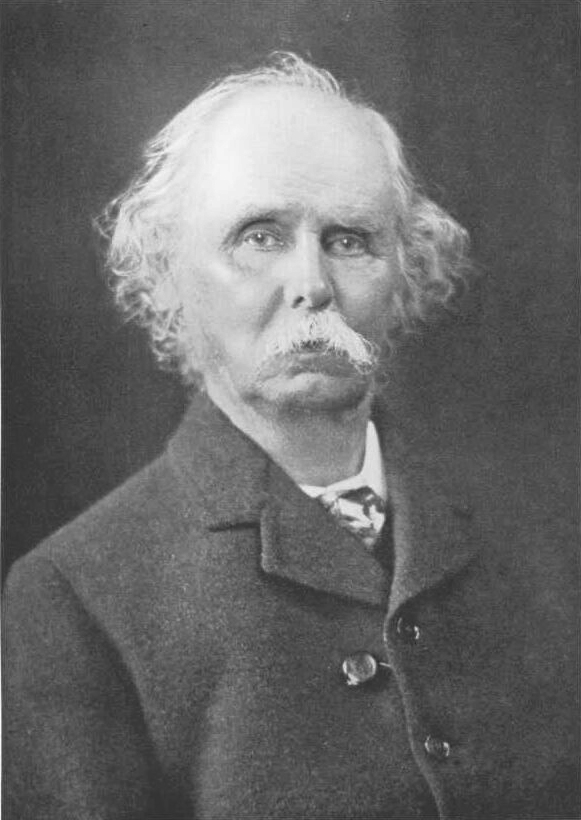
Alfred Marshall

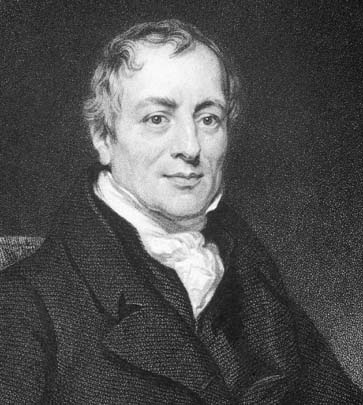
David Ricardo

Nell'articolo del 1926, Sraffa riprende e sviluppa il suo lavoro del 1925 per mostrare l'inconsistenza della teoria marshalliana dell'equilibrio parziale, secondo la quale in concorrenza, per ciascun bene:
- il prezzo d'equilibrio di lungo periodo è determinato dall'intersezione tra la curva della domanda e quella dell'offerta. La curva dell'offerta è simmetrica a quella della domanda;
- all’aumentare della quantità prodotta da parte di un’impresa, si hanno inizialmente rendimenti crescenti e oltre un certo punto rendimenti decrescenti.[2]

Sraffa rileva che la legge dei rendimenti decrescenti e quella dei rendimenti crescenti hanno origini e ambiti di applicazione diversi e pertanto non possono spiegare l'andamento della stessa curva di offerta dell’impresa: la legge dei rendimenti decrescenti si applicava in origine all'intera economia e conseguiva dalla scarsità della terra come fattore di produzione (la teoria della rendita differenziale di David Ricardo); la legge dei rendimenti crescenti si applicava alla singola impresa e conseguiva dai benefici della divisione del lavoro. La prima consentiva di studiare le leggi della distribuzione, la seconda quelle della produzione.
“Nessuno fino a tempi relativamente recenti - osserva Sraffa – aveva pensato di fondere quelle due tendenze in una sola legge della produttività non proporzionale, e considerare questa come una delle basi della teoria del prezzoˮ. Solo dopo che gli studi sull'utilità decrescente avevano attirato l'attenzione sul rapporto fra prezzo e quantità consumata, è sorta per analogia l'idea di una connessione fra costo e quantità prodotta. L'incrocio delle curve di domanda e offerta è condizionato dalla non-proporzionalità del costo di produzione rispetto alla quantità prodotta. Infatti, “se il costo di produzione di ogni unità della merce considerata non variasse al variare della quantità prodotta, la simmetria fondamentale sarebbe spezzata, il prezzo sarebbe determinato esclusivamente dalle spese di produzione e la domanda non potrebbe influire su di esso”.
Le difficoltà del sistema, che può essere sinteticamente descritto come ‘incrocio delle curve di domanda e di offerta, dipendono innanzitutto dall'eterogeneità delle ipotesi che stanno alla base di queste due diverse tendenze. La tendenza ai costi crescenti si fonda sull'ipotesi che mutino le proporzioni in cui si combinano i diversi fattori della produzione. Si deve dunque assumere che almeno uno di essi rimanga costante mentre gli altri aumentano. Al contrario, la tendenza verso costi decrescenti deriva da variazioni nella quantità assoluta di tutti i fattori. Tale tendenza è dovuta, in primo luogo, al miglioramento dei metodi di produzione - reso possibile soprattutto dall'aumento della divisione del lavoro connesso alla crescita delle dimensioni aziendali - e, in secondo luogo, alla possibilità di ripartire le spese generali, che col crescere della produzione restano costanti, su un numero maggiore di unità prodotte.
Una seconda difficoltà deriva dal fatto che, come nota Sraffa, nella teoria neoclassica dei prezzi l'equilibrio della singola impresa che produce un dato bene è determinato in base alle variazioni di costo conseguenti a piccole variazioni della sua produzione (teoria marginalista), assumendo invariate, secondo l’ipotesi di ceteris paribus (a parità di altre condizioni), la domanda e l’offerta di tutti gli altri beni prodotti dell'intera economia (analisi di equilibrio parziale). La curva di offerta è quindi valida solo per piccole variazioni della quantità prodotta. Se ci si allontana troppo dalla posizione iniziale di equilibrio, può rendersi necessaria la costruzione di una curva interamente nuova, perché una grande variazione sarebbe incompatibile con la condizione di ceteris paribus.
Sraffa nota che le possibilità di applicare l'ipotesi dei costi -crescenti alla curva di offerta di un prodotto sono limitate a quei casi eccezionali in cui la totalità di un fattore è impiegato nella produzione di una sola merce. Ma, in generale, ogni fattore è impiegato da un certo numero di industrie che producono merci diverse. In tal caso una curva di offerta a costi crescenti non è ammissibile.
Quanto ai rendimenti crescenti e ai costi decrescenti, lo stesso Marshall nota che le economie esterne difficilmente possono essere attribuite con chiarezza ad un'industria specifica, ma interessano in misura notevole gruppi, spesso di grandi dimensioni, di industrie collegate; conseguentemente, non è possibile ipotizzare un aumento dei rendimenti in una sola impresa tenendo invariati quelli di altre.
Se nella determinazione degli equilibri particolari delle singole merci, in un sistema statico di libera concorrenza non è possibile considerare curve di costi crescenti o decrescenti senza introdurre ipotesi che contraddicono la natura stessa del sistema, ne consegue, da questo punto di vista, che “il costo di produzione delle merci prodotte in concorrenza […] dovrebbe essere considerato costante agli effetti di piccole variazioni nella quantità prodotta” e che la curva di offerta di lungo periodo di un'industria sia orizzontale. Di conseguenza il prezzo e la quantità prodotta di un bene non risultato dall’azione simultanea della curva di offerta e della curva di domanda: il prezzo è determinato dai costi di produzione, mentre la quantità prodotta è determinata dalla domanda del bene. La simmetria neoclassica tra domanda e offerta è spezzata. La vecchia teoria degli economisti classici, che in regime di concorrenza, “fa dipendere il valor delle merci solo dal costo di produzione – osserva Sraffa – sembra essere ancora la migliore di cui disponiamo”..
Infine, Sraffa osserva che l'esperienza mostra che molte imprese (in particolare la maggior parte di quelle che producono beni di consumo) operano in condizioni di costi decrescenti, che consentono di diminuire il prezzo per aumentare le vendite, come se operassero in regime di monopolio. Ipotizza, quindi, che tali imprese, pur non operando in regime di monopolio, possano comunque disporre ciascuna di un loro particolare mercato.
Queste conclusioni saranno poi sviluppate da Joan Robinson nella sua teoria della concorrenza imperfetta.

### Gli anni di Cambridge
Nel 1927 avvenne la svolta più importante della sua vita. Keynes, a seguito degli articoli pubblicati tra il 1925 ed il 1926, lo invitò all'Università di Cambridge per una lectureship di qualche anno. Sraffa accettò, anche per allontanarsi dall'Italia diventata per lui molto pericolosa. Il 26 novembre 1926, il fascismo fece approvare la "legge per la difesa dello stato", dando così avvio allo stato totalitario. A Cambridge, Sraffa giunse nel luglio del 1927 e vi rimase per tutta la vita.

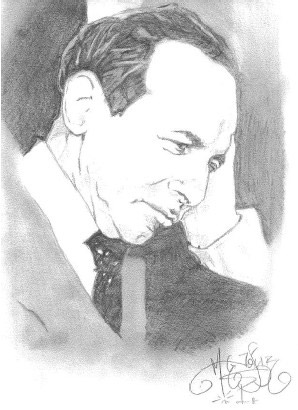
Michał Kalecki

Nel riparo della città del Regno Unito, tenne nei primi tre anni dei corsi sulla teoria avanzata del valore. Quindi, sempre con l'aiuto di Keynes, ebbe un incarico da bibliotecario e si poté dedicare allo studio, intrecciando rapporti con una serie d'intellettuali destinati a lasciare notevoli e durature tracce. Tra gli economisti vanno ricordati almeno Michał Kalecki (1899-1970), Maurice Dobb (1900-1976), Joan Robinson (1903-1983) e Nicholas Kaldor (1908-1986). Tra i filosofi, Frank Plumpton Ramsey (1903-1930), morto giovanissimo, fu certamente d'aiuto durante l'elaborazione delle equazioni iniziali di Produzioni di merci a mezzo di merci, databili nel 1928.
L'influenza di Sraffa è stata riconosciuta con grande evidenza dallo stesso Wittgenstein nella prefazione alla sua opera più matura, Philosophical Investigations (Ricerche filosofiche), uscita postuma nel 1953 (e per gli studiosi di Sraffa rimane aperta la questione dell'influenza reciproca, quindi anche quella di Wittgenstein su Sraffa).
Circola su questo rapporto un celebre aneddoto che va riportato, anche se tende a semplificare quello che fu senz'altro un lungo processo. Accadde infatti che durante una passeggiata lungo il Cam, il fiume di Cambridge, Sraffa mettesse in grave difficoltà la convinzione espressa nel Tractatus che il linguaggio possa ridursi alla logica, semplicemente chiedendogli a quale logica si potesse ridurre il tipico gesto "napoletano" effettuato con l'indice ed il medio della mano che, strofinando il mento dall'interno verso l'esterno, indica noncuranza, menefreghismo.
Di particolare importanza e oggetto di indagine nella storia del pensiero è l'intenso rapporto avuto con Ludwig Wittgenstein. Dal ritorno di questi a Cambridge, nel febbraio del 1929, fino alla famosa "rottura" del 1947, avvenuta ad opera di Sraffa e subita traumaticamente da Wittgenstein, i due intellettuali hanno avuto una frequentazione costante. Soprattutto negli anni che hanno preceduto la seconda guerra mondiale, le discussioni avvenute durante gli incontri settimanali hanno portato il pensatore viennese a rivedere radicalmente, anche se gradualmente, il suo approccio al problema del linguaggio fissato nel suo Tractatus Logico-Philosophicus, pubblicato nel 1922.
Luigi Pasinetti, sulla base dei manoscritti non pubblicati di Sraffa (papers) , ha individuato cinque fasi del suo lavoro a Cambridge:
- 1928-1931: ricerche sulla storia delle teorie economiche, tese a recuperare l'economia "ragionevole" dei classici, Marx in primo luogo, scartando l'economia "aberrante" dei marginalisti; intenzione di lavorare ad un libro analogo a quello che avrebbe dovuto essere Il Capitale di Marx, Teorie sul plusvalore comprese, ma evitando il rischio di "finire come Marx" che, avendo esposto prima la teoria, non è riuscito a completare la parte storica e proprio per questo "non è riuscito a farsi capire"; Sraffa intende esporre prima la storia, poi la teoria, "per il che si richiede che io vada dritto all'ignoto, da Marshall a Marx, dalla disutilità al costo materiale"; prima elaborazione delle sue equazioni senza sovrappiù;
- 1931-1940: edizione delle opere di Ricardo; quasi pronte per la stampa, non vengono pubblicate sia perché manca l'"Introduzione" (scritta da Sraffa più tardi), sia perché si scoprono nuovi documenti, tra cui tutte le lettere di Ricardo a James Mill;
- 1941-1945: critica dell'economia marginalista, in particolare della teoria della produzione e distribuzione, della teoria del valore (dei prezzi), della teoria dell'utilità marginale e della teoria dell'interesse come premio per l'astinenza; elaborazione delle sue equazioni con sovrappiù;
- 1946-1955: pubblicazione dei primi dieci volumi delle opere di Ricardo (l'undicesimo, contenente gli indici, viene pubblicato nel 1973);
- 1955-1960: preparazione di Produzione di merci a mezzo di merci come mera "premessa ad una critica dell'economia politica"; il progetto originario si è rivelato troppo vasto: della parte storica rimane solo una Appendice di poche pagine intitolata "Nota sulle fonti" e si auspica nella Prefazione che la critica vera e propria venga tentata "più tardi, o dall'autore o da qualcuno più giovane e meglio attrezzato per l'impresa".

### Produzione di merci a mezzo di merci
Con la sua opera Production of Commodities by Means of Commodities. Prelude to a critique to economic theory (1960) si propone di gettare le basi teoriche per una critica della scuola economica ai suoi tempi prevalente, quella marginalista, e di perfezionare la teoria classica del valore in economia sviluppata da Ricardo.
In tale opera, divenuta una pietra miliare nella storia del pensiero economico, Sraffa analizza un modello di produzione lineare in cui è possibile determinare la struttura dei prezzi relativi e una delle due variabili distributive (saggio di profitto o di salario), data esogenamente l'altra variabile e la tecnologia, rappresentata dalle quantità fisiche dei singoli beni necessari per produrre le varie merci con i relativi output.
La determinazione simultanea comporta che il valore del capitale impiegato può essere conosciuto solo insieme ai prezzi delle merci da cui è costituito. In questo modo divengono incompatibili con questo sistema le teorie che partono da dati valori dei fattori produttivi e spiegano i prezzi con la remunerazione di tali fattori in base alla loro produttività marginale.
In sostanza, Sraffa dimostra che:
- non è possibile individuare una legge che determini simultaneamente il salario ed il saggio del profitto (come remunerazioni, rispettivamente, del lavoro e del capitale), in quanto:
  - il saggio del profitto può essere determinato solo fissando il salario (o viceversa);
  - non è possibile misurare il capitale senza determinare anche i prezzi (compreso il profitto), quindi non è possibile calcolare il profitto sulla base del valore del capitale (come sua remunerazione);
- non si può assumere che, all'aumentare del salario, il lavoro venga sostituito dal capitale, in quanto il valore del capitale dipende dalla durata dell'investimento iniziale; considerando capitali di diversa durata, può ben succedere che si preferisca sostituire capitale con lavoro anche se i salari aumentano (cosiddetto "ritorno delle tecniche"); ne segue che non è possibile attribuire la disoccupazione all'aumento dei salari, come se si trattasse di minore domanda di un fattore di produzione il cui prezzo è aumentato.

Questo apparato analitico è stato utilizzato dai seguaci di Sraffa anche per la critica alla teoria marxiana del valore e per la soluzione al problema della trasformazione dei valori in prezzi di produzione.
Sempre secondo Pasinetti, Sraffa consente di superare i limiti del sistema input-output di Wassily Leontief, in particolare con riguardo agli effetti del progresso tecnico; l'approccio di Pasinetti è stato recentemente ripreso ed ampliato, sempre in linea col pensiero di Sraffa, da Heinz Kurz e Neri Salvadori.
La pubblicazione, a metà del 1960, di Produzione di merci a mezzo di merci  avvenne simultaneamente alla versione inglese, Production of Commodities by means of Commodities, e - pur se con un lento avvio - il pensiero di Sraffa divenne oggetto di grande dibattito, sia sul versante della teoria economica che su quello della pratica politica. Tuttavia, pur partecipando al dibattito stesso, la sua proverbiale discrezione non venne mai meno. Mantenne infatti la sua residenza a Cambridge, con poche uscite, anche in Italia, dove pur aveva forti rapporti intellettuali e d'amicizia. Tra i rapporti più noti quelli con il vecchio amico Raffaele Mattioli, senz'altro il più lungo e più costante, con Claudio Napoleoni e con Giorgio Napolitano, allora membro importante del Partito Comunista Italiano.
Sraffa ricevette due lauree ad honorem, dalla Sorbona di Parigi nel 1972 e dall'Università di Madrid nel 1976, ma - soprattutto - ricevette nel 1961 la medaglia Söderström dell'Accademia reale svedese delle scienze, un premio che anticipava di fatto il Premio Nobel per l'economia istituito solo nel 1969. Fece parte del Comitato scientifico della Fondazione Luigi Einaudi di Torino.
Sraffa non ebbe mai problemi economici, avendo ereditato una notevole fortuna alla morte del padre, ma diventò ancora più ricco grazie ad un investimento di lungo termine in obbligazioni del governo giapponese che egli aveva acquistate nei giorni successivi ai bombardamenti di Hiroshima e Nagasaki, ritenendo giustamente che il Giappone di quel periodo storico non sarebbe rimasto privo di risorse per molto tempo e che avrebbe rispettato i suoi impegni. Fu l'unica sua operazione finanziaria, ma piuttosto significativa.
Sraffa - che viene sempre descritto come persona di eccezionale intelligenza, piuttosto timido e molto riservato - aveva una grande passione per i libri. Fu un grande ricercatore delle più rare edizioni e famoso fu il ritrovamento con Keynes di un piccolo ma importante libretto di David Hume (An abstract of A treatise of human nature, 1740). Lasciò la sua biblioteca alla Wren Library del Trinity College: il catalogo online http://lib-cat.trin.cam.ac.uk/search/csraffa/csraffa/97%2C7085%2C7101%2CE/2browse è di oltre 7.000 volumi (7085 records).
L'opera pubblicata di Sraffa, se si fa eccezione per Produzione di merci e per la sua tesi di laurea, è contenuta in un volume dei saggi ed articoli di sole 265 pagine.
Piero Sraffa è inoltre ricordato per avere avuto importanti rapporti personali ed intellettuali con tre dei maggiori protagonisti del Novecento europeo: il politico e pensatore comunista italiano Antonio Gramsci, l'economista del Regno Unito John Maynard Keynes, il filosofo austriaco Ludwig Wittgenstein. Tre figure assai diverse, ma tre riconosciuti leader e rivoluzionari nel loro campo.
All'inizio degli anni trenta ci fu una famosa controversia tra Sraffa e Friedrich von Hayek. L'occasione iniziale fu la pubblicazione da parte di Hayek di una critica alle conclusioni di Keynes contenute in Treatise on Money (1930). Dopo una prima replica, Keynes chiese a Sraffa di scrivere una risposta più articolata alle tesi di Hayek. Sraffa analizzò a fondo le inconsistenze logiche della teoria di Hayek sull'effetto di risparmio forzato di capitale causato dall'inflazione e soprattutto sulla definizione di tasso di interesse naturale e il cosiddetto "ritorno delle tecniche". Il dibattito proseguì con una replica di Hayek e una controreplica di Sraffa.

## Principali opere di Piero Sraffa
- L'inflazione monetaria in Italia durante e dopo la guerra, Milano, Premiata Scuola Tip. Salesiana, 1920; rist. in Economia Politica. Rivista di Teoria e Analisi, il Mulino, XI, n.2, agosto 1994, pp. 163–196.
- The Bank Crisis in Italy, The Economic Journal, 1922, 36 (126) (June), pp. 178–197.
- L'attuale situazione delle banche italiane, Manchester Guardian Commercial - La Ricostruzione dell'Europa, 1922, n.11 (7 dicembre), pp. 694–695.
- Sulle relazioni fra costo e quantità prodotta, Annali di economia, II, 1925, pp. 277–328; rist. in Sraffa, P., Saggi, Il Mulino, Bologna, 1986 (disponibile la traduzione inglese curata da A. Roncaglia e J. Eatwell: On the Relation Between Costs and Quantity Produced).
- The Laws of Returns under Competitive Conditions, The Economic Journal, XXXVI, 1926, pp. 535–550; trad. italiana di P. Baffi, Le leggi della produttività in regime di concorrenza in Economia pura, a cura di G. del Vecchio, Utet, Torino, 1937; rist. in Sraffa, P., Saggi, Il Mulino, Bologna, 1986.
- D. H. Robertson, Piero Sraffa and G. F. Shove, "Increasing Returns and the Representative Firm", The Economic Journal, Vol. 40, No. 157 (Mar., 1930), pp. 79–116.
- Piero Sraffa and L. Einaudi, "An Alleged Correction of Ricardo", The Quarterly Journal of Economics, Vol. 44, No. 3 (May, 1930), pp. 539–545.
- Dr. Hayek on Money and Capital, The Economic Journal, 1932, 42: 42–53.
- A Rejoinder, The Economic Journal, 1932, 42 (June): 249–51.
- Malthus on Public Works, The Economic Journal, 1955, 259 (Sept.): 543-544.
- Introduzione a David Ricardo, Works and Correspondence, a cura di P. Sraffa, Cambridge University Press, Cambridge, 1951-1955 (voll. I-X) e 1973 (vol. XI, indici), vol. I: pp. XIII-LXII.
- Production of Commodities by means of Commodities. Prelude to a Critique of Economic Theory, Cambridge University Press, Cambridge, 1960.
- Produzione di merci a mezzo di merci. Premesse ad una critica della teoria economica, Einaudi, Torino, 1960 [edizione italiana curata dallo stesso Sraffa con l'aiuto di Raffaele Mattioli]; nuova ed. it. a cura di Fabio Ranchetti, Einaudi, Torino, 1999.
- Saggi, Il Mulino, Bologna, 1986 [edizione postuma dei principali scritti pubblicati negli anni 1922-1970].
- Introduzione ai “Principi” di Ricardo, con una postfazione di Giorgio Gattei, Cappelli, Bologna, 1979.
- Lettere editoriali (1947-1975), Einaudi, Torino, 2016.